# Evarist Vande Lanoitte
Evarist Vande Lanoitte (Ieper, 16 februari 1867 - Vlamertinge, 22 januari 1936) was een Belgisch notaris en gemeentelijk politicus.
Vande Lanoitte werd in 1907 verkozen tot gemeenteraadslid. Op 24 januari 1910 werd hij benoemd tot burgemeester van Vlamertinge. De inhuldiging, met een stoet, vond plaats op 5 april van datzelfde jaar. Tijdens zijn ambt kreeg Vlamertinge het hard te verduren door het uitbreken van de Eerste Wereldoorlog. Bij de installatie van de nieuwe gemeenteraad op 13 januari 1927 nam hij ontslag.

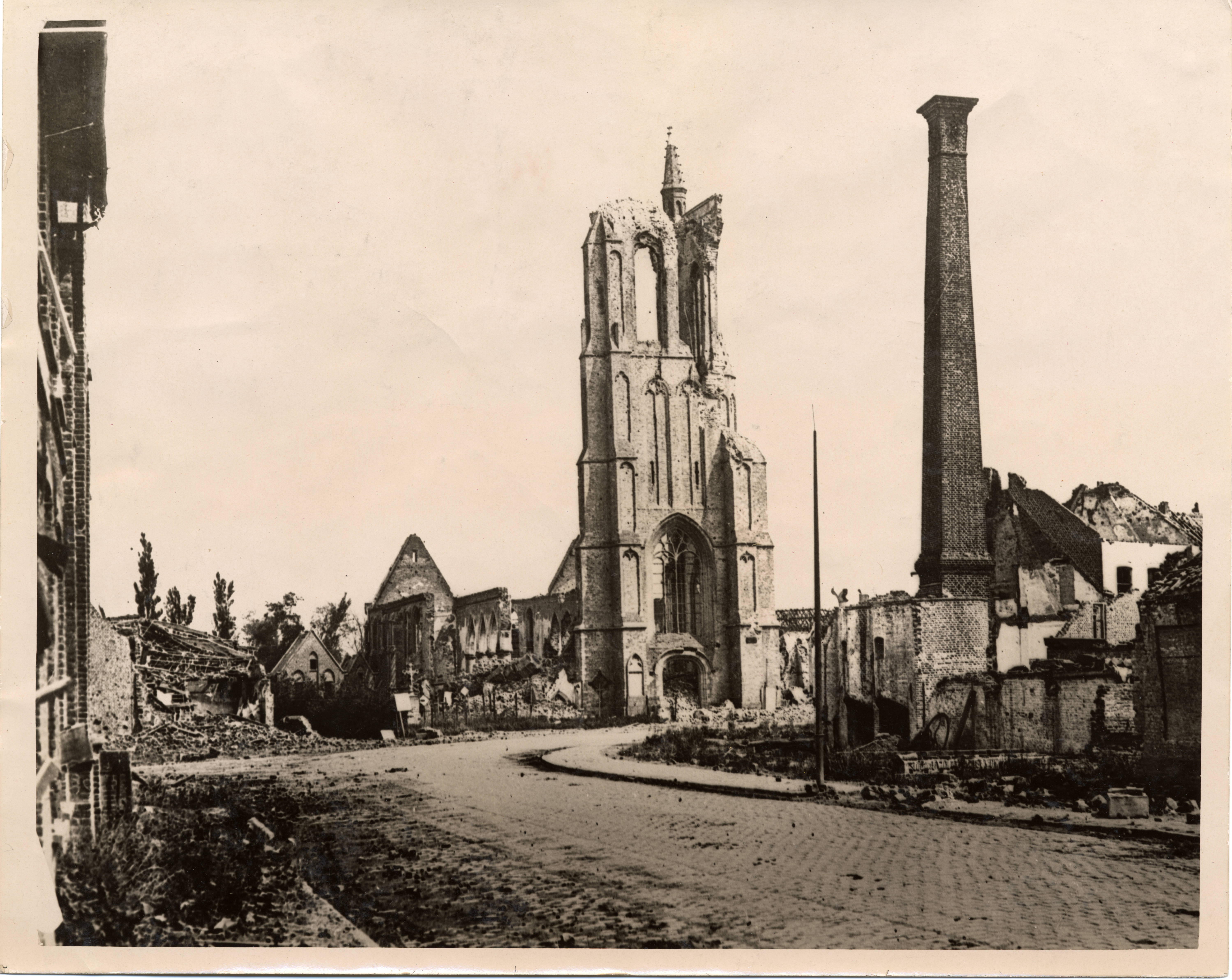
Ruïne van de Sint-Vedastuskerk in de Eerste Wereldoorlog

## Onderscheidingen
Hij ontving volgende onderscheidingen:
- Ridder in de Kroonorde,
- Burgerlijk Ereteken eerste klasse.

## Persoonlijk
Vandelanoitte trouwde te Poperinge op 9 februari 1898 met Maria Antonia Josephina Baeckeroot.